# Akihisa Ikeda
Akihisa Ikeda (池田晃久 Ikeda Akihisa?, 25 de octubre de 1976, Nichinan, Prefectura de Miyazaki, Japón) es un mangaka conocido por su obra más popular, llamada Rosario + Vampire, y su secuela, llamada Rosario + Vampire Season II.

## Biografía
Ikeda nació en Miyazaki en 1976. Él debutó con Killt, su primer trabajo en 2002 en la Gekkan Shōnen Jump de la editorial Shūeisha, fue descrito como "una serie fantástica de guerreros mágicos de cuatro volúmenes". Rosario + Vampire debutó también en la Gekkan, en agosto de 2004. y continuó en la Jump Square con Rosario + Vampire Season II. Rosario ha sido adaptada en un drama CD y en dos temporadas de anime, al igual que en algunas novelas visuales y videojuegos. Él ha mencionado que tiene el mismo editor desde que él tenía 16 años, antes del comienzo del séptimo volumen de Rosario.

## Influencias
Ikeda ha mencionado que ha sido un gran fan de los vampiros y monstruos desde que era niño. También disfruta leer novelas de detectives de "Holmes, Lupin, Kindaichi, Nijyynebsi y similares". En una entrevista en Lucca Comics & Games 2012, Ikeda dijo que es un gran fan de Tim Burton y que fue inspirado por sus trabajos, incluyendo El extraño mundo de Jack, y particularmente El joven manos de tijera porque el monstruo tenía un alma susceptible. Él ha estudiado varios monstruos de las enciclopedias en Internet. Su primer personaje designado para Rosario fue Moka, una hermosa chica vampiro con un rosario alrededor de su cuello; el luego creó la Academia Yōkai y posteriormente a Tsukune. Él le da crédito a las hermosas chicas por la popularidad de la serie pero luego él agregó el factor pelea. Después de que sus primeras series terminaran su publicación en la Gekkan Shōnen Jump, y comenzará su publicación en la Jump Square, el retituló la serie para darle una sensación de renovación.

## Obras
- Kiruto (2002)
- Rosario + Vampire (2004-2007)
- Rosario + Vampire Season II (2008-2014)
- Ghost Girl (2020-)